# Zofia Gołubiew
Zofia Gołubiew, née le 20 avril 1942 à Cracovie et morte le 9 mars 2022, est une historienne de l'art et muséologue polonaise, directrice du Musée national de Cracovie.

## Biographie
Zofia Gołubiew est diplômée en histoire de l'art de université Jagellonne de Cracovie. Elle a fait toute sa carrière au Musée national de Cracovie. Elle y a été responsable de publications (à partir de 1974), puis directrice de la peinture et de la sculpture contemporaine polonaise (à partir de 1980), avant d'être directrice adjointe pour la recherche et de l'éducation (à partir de 1996).
Elle a pris la direction du musée en 2000.
Elle est membre de plusieurs commissions auprès du ministère de la Culture et du Patrimoine. Elle a initié en Pologne la Nuit des musées en s'inspirant du modèle français.

## Décorations
- Commandeur de l'ordre Polonia Restituta (2011)[4]
- Médaille d'or du Mérite culturel polonais Gloria Artis[5]